# Людвіґ Байзіґель
Людвіґ Байзіґель (нім. Ludwig Beisiegel, 21 березня 1912 — 21 жовтня 1999) — німецький хокеїст на траві.
Срібний призер Олімпійських Ігор 1936 року.